# NK Kolpa
Športno društvo NK Kolpa (tiếng Việt: Hiệp hội Thể thao NK Kolpa), thường hay gọi NK Kolpa hoặc đơn giản Kolpa, là một câu lạc bộ bóng đá đến từ làng Podzemelj. Câu lạc bộ được thành lập năm 1990.

## Lịch sử
Kolpa từng thi đấu Cúp bóng đá Slovenia ở hai mùa giải, 1998-99 và 2001-02, mỗi lần đều vào đến vòng 32 đội. Đội từng thi đấu ở Giải bóng đá hạng ba quốc gia Slovenia các mùa giải 2004-05 và 2005-06 trước khi xuống thi đấu ở các hạng thấp hơn. Kolpa trở lại Giải bóng đá hạng ba quốc gia Slovenia mùa giải 2014-15.

## Danh hiệu
- Giải bóng đá hạng tư quốc gia Slovenia: 2

1994-95, 2003-04